# 徐国义
徐国义（1970年1月22日—2020年7月19日），男，汉族，浙江宁波人，中国游泳运动员，中国国家游泳队教练，九三学社社员。

## 生平
徐国义生于浙江省宁波市。他十岁时进入业余体校学习游泳，十二岁入选浙江省游泳队。他主练混合泳，曾在一项中国全国赛事中获得第三名。1993年，徐国义退役，留队担任教练。
自1994年担任浙江省游泳队教练起，徐国义培养出众多入选中国国家游泳队以及在亚洲运动会、世界游泳錦標賽、奥林匹克运动会获奖的选手，包括陈慧佳、蔡力、吕志武、叶诗文、徐嘉余、李朱濠、傅园慧等。2005年起，他担任中国国家游泳队教练。2005年、2013年、2016年、2017年，浙江省政府四次为他记一等功。2012年，浙江省政府授予他“浙江省功勋教练员”称号，享受省级劳动模范待遇。国家体育总局、中国奥委会将他评为2008年北京奥运会突出贡献个人。2011年、2017年、2018年，国家体育总局三次为他颁发年度体育运动荣誉奖章。此外，他在2017年获得国务院政府特殊津贴。
2015年底，徐国义带队在云南海埂体育训练基地训练时出现头痛、恶心症状。检查发现，他患有颅内恶性胶质瘤四级（第四期脑癌），是胶质瘤最严重的一级。徐国义紧急返回北京，在北京天坛医院接受手术。手术五个月后，徐国义重返国家队，与队员一起备战2016年夏季奥林匹克运动会。2017年在天津市举行的中华人民共和国第十三届全国运动会开幕式上，徐国义代表全体教练宣读誓词。
由于病情复发，徐国义没有随队前往韩国光州参加2019年世界游泳錦標賽。北京时间2020年7月19日4时9分，徐国义因脑癌逝世于北京。

## 家庭
妻子楼霞是浙江淳安人，年龄与他差两岁，二人在1997年结婚。楼霞也是游泳运动员，曾代表中华人民共和国出征1992年夏季奥林匹克运动会，结束运动生涯后在浙江体育职业技术学院任教，担任浙江省游泳队的教练。她曾与徐国义联手培养叶诗文。楼霞患有心脏早搏和美尼尔氏综合症。徐国义与楼霞没有孩子。